# Mistrzostwa Danii w szachach
Mistrzostwa Danii w szachach – turniej szachowy mający na celu wyłonienie najlepszego szachisty w Danii. Pierwsze oficjalne mistrzostwa rozegrano w 1922 r. w Kopenhadze, choć mistrzostwa Duńskiego Związku Szachowego (DSU) odbywały się już od 1910 roku. 

## Mistrzowie szachów korespondencyjnych
- Torner Teimer (2004–2006)[16]
- Tonny Christensen (2005–2007)[17]
- Søren Rud Ottesen (2006–2008)[18]
- Søren Rud Ottesen (2007–2009)[19]
- Søren Rud Ottesen (2008–2010)[20]
- Claus Jensen (2009–2011)[21]
- Ejvind Jensen (2010–2012)[22]
- Svend Nørrelykke (2011–2012)[23]
- Søren Rud Ottesen (2012–2014)[24]
- Søren Rud Ottesen (2013–2014)[25]
- Svend Nørrelykke (2014–2016)[26]
- Brian Jørgen Jørgensen (2015–2016)[27]
- Maxim Konstantinov (2016–2017)[28]
- Lars Hyldkrog (2018–2019)[29]
- Morten Møller Hansen–Tommy Jensen (2019–2020)[30]
- Maxim Konstantinov (2020)[31]
- Maxim Konstantinov (2021)[32]
- Michael Sørensen (2022)[33]
- Ali Araghi (2023)[34]
- Frank Vang – Ali Araghi (2024)[35]